# Correa glabra var. turnbullii
Correa glabra var. turnbullii (Narrow-bell Correa) es una variedad de la especie Correa glabra, un arbusto nativo de Australia. Alcanza de 1 a 2 metros tanto de alto como de ancho, con las ramitas cubiertas ligeramente con pelos marrón claro. Sus hojas son de hasta 4.5 cm de largo y de 1.2 cm de ancho de color verde oscuro en la superficie superior, mientras que la superficie más baja se cubre con los pelos y son de color gris pálido.  
Las flores son tubulares colgantes rosadas o rojas con los extremos verdes, apareciendo entre abril y agosto en su gama nativa.
Las subespecies se encuentran desde Mount Lofty hasta los matorrales y el sur de Flinders Ranges y el extremo noroeste de Victoria. Hibrida con Correa aemula y Correa glabra var. scabridula, lo que ocurre donde las poblaciones se solapan.